# 马建国 (1956年)
马建国（1956年—）河南修武人，中国人民解放军少将。

## 生平
毕业于西安政治学院政工专业，是中共党员。担任军事经济学院政委，授中国人民解放军少将。2008年起担任第十一届全国人民代表大会解放军代表。在深化国防和军队改革中，2016年出任新组建的中央军委战略规划办公室副主任。